# Боривітер американський
Боривітер американський (Falco sparverius) — невеликий сокіл (боривітер), найменший і найпоширеніший сокіл Північної Америки. Розміри боривітра приблизно співмірні з сизойкою та зенаїдою. Його ареал поширюється у Південну Америку і він є добре відомим видом, який поділяють на 17 підвидів, адаптованих до різних екосистем і середовищ існування по всій Америці. Птах демонструє виразний статевий диморфізм у розмірах (самиці помірно більші) та оперенні, обидві статі мають руду спину і виразні смужки та плямки. Його оперення барвисте та привабливе, а молоді особини схожі за оперенням на дорослих. Ареал гніздування простягається від західної Аляски через всю Канаду до Нової Шотландії і на південь до центральної Мексики, до узбережжя Тихого океану та Карибського моря. Інші популяції існують у Центральній та Південній Америці. Птахи, що гніздяться в Канаді та на півночі США, зазвичай узимку мігрують на південь, хоча деякі самці не покидають місць гніздування. Через штормові вітри та помилки при перельоті птахи інколи залітають до Європи.
Боривітер американський зазвичай полює енергозберігаючим способом, скануючи навколишню поверхню з сідала у пошуках здобичі, перш ніж напасти, хоча також полює з повітря. Іноді він, тріпочучи крилами, зависає в повітрі, видивляючись здобич. Його раціон зазвичай складається з коників та інших комах, ящірок, мишей і дрібних птахів (наприклад, горобців). Ця широка дієта сприяла його широкому успіху як виду. Гніздиться в дуплах дерев, на скелях, будівлях та інших спорудах. Самиця відкладає від трьох до семи яєць, висиджувати які помагає і самець також.
На основі зовнішнього вигляду та поведінки протягом багатьох років боривітра американського вважали представником первинно європейської та африканської клади в межах роду Falco, але аналіз ДНК показує, що боривітер американський насправді є генетично ближчим до більших американських соколів, таких як сапсан, апломадо та сокіл прерієвий. Хоча вид не було перейменовано в результаті цих генетичних аналізів, він насправді не є боривітром у філогенетичному сенсі. Натомість процес конвергентної еволюції, щоб відповідати подібній невеликій ніші здобичі в екосистемі, відповідній для боривітрів, залишив його з подібними фізичними характеристиками та методами полювання.
Боривітер американський — доволі звичайний птах, якого використовують у соколиному полюванні, особливо для початківців. Незважаючи на те, що він не такий сильний літун, як багато інших більших соколів, правильне навчання та контроль ваги з боку сокольничого дозволяє багатьом американським боривітрам стати ефективними мисливцями на птахів такого розміру, як горобці та шпаки, іноді досягаючи успіху проти птахів приблизно вдвічі більших за їхню власну вагу.

## Опис
Згідно з традиційною класифікацією, боривітер американський є найменшим хижим птахом Америки. Самець і самиця суттєво відрізняються розміром і забарвлення оперення. Розмір особин коливається від 22 до 31 см завдовжки з розмахом крил 51—61 см. Самиця боривітра більша за самця, хоча й менша за великих соколів, зазвичай на 10—15 % більша в межах підвидів. північніші підвиди мають тенденцію до більших розмірів (північна півкуля), при цьому велика північна самиця приблизно вдвічі більша за маленького південного самця. Самець зазвичай важить 80—143 г, а самиця 86—165 г. У стандартних розмірах кістка крила становить 16—21 см, хвіст 11—15 см і передплесно — 3.2—4 см.
Фізично боривітри американські стрункіші та менш м'язисті, ніж великі соколи. Грудні літальні м'язи боривітра американського складають лише близько 12 % маси його тіла, у порівнянні з приблизно 20 % у найсильніших літаючих соколів, таких як сапсан. Крила помірно довгі, досить вузькі, звужуються до кінця. Їхнє тіло з меншою м'язовою системою пристосоване до енергозберігаючого полювання із засідки, замість того, щоб витрачати багато енергії на політ та погоню за пташиною здобиччю. Для свого розміру вони мають міцні кігті та дзьоби, і можуть швидко вбити здобич. Їх худорлява статура та стратегія енергозбереження дозволяють зменшити щоденне споживання їжі, ніж якби вони були більш м'язистими, але з достатньою силою, щоб зазвичай ловити пташину здобич співмірну за розміром, а іноді й більшу. Успіх цього типу тіла та стратегії полювання відображається у високому успіху виду в щільному заселенні великого ареалу по всій Америці. Політ боривітра американського не такий різкий і швидкий, як у більш м'язистих соколів, таких як підсоколики та сапсани, але їхня ефективна адаптація до ширшого раціону доступнішої дрібної здобичі та потреби в меншій кількості їжі на день призвела до їх більшої чисельності.
На відміну від багатьох інших видів хижих птахів, статі легше відрізнити за оперенням, ніж за розміром. У самців крила синьо-сірі з чорними плямами та білий з чорними смугами низ. Спинка руда, зі смужками на нижній половині. Черево і боки білі з чорними плямами. Хвіст також рудий, з білим або рудим кінчиком і чорною смугою трохи вище від краю. Спина і крила самиці боривітра американського червоні з темно-коричневими смугами. Нижня сторона самиць кремова до бежової з темними коричневими смугами. Хвіст помітно відрізняється від хвоста самця, рудого кольору з численними вузькими чорними смугами. Молоді особини демонструють забарвлення, подібне до дорослих особин. В обох статей голова біла з блакитно-сірим верхом. Також є дві вузькі вертикальні чорні смужки на обличчі з кожного боку голови, тоді як у інших соколів є одна. Дві чорні плями (очниці) можна знайти з обох боків білої або помаранчевої потилиці. Функція цих плям дискутується, але найприйнятніша теорія полягає в тому, що вони діють як «фальшиві очі», допомагаючи дезорієнтувати потенційних нападників.

### Вокалізації
У боривітра американського три основні вокалізації: «клі» або «кіллі», «скиглення» і «чіттер». «Клі» зазвичай подається як швидка серія — клі, клі, клі, клі, коли боривітер невдоволений або збуджений. Цей поклик використовується в різноманітних ситуаціях, і його видають представники обох статей, але більші самиці зазвичай мають нижчий тон, ніж самці. Поклик «скиглення» переважно пов'язаний з годуванням, але також його можна почути під час копуляції. «Чіттер» використовується в діяльності, яка передбачає взаємодію між самцями та самицями птахів, включаючи залицяльне годування, копуляцію та вигодовування пташенят. Пташенята можуть видавати крики, схожі на крики дорослих особин, у віці 16 днів.

## Таксономія
До шостого видання Контрольного списку птахів Північної Америки АОТ, опублікованого Американськоим орнітологічним товариством у 1983 році, найпоширенішою назвою для боривітра американського була sparrow hawk. Ця назва перекликалась із назвою євразійського яструба малого з роду Accipiter. Шосте видання контрольного списку АОТ виправило це, офіційно перейменувавши птаха на боривітра американського. Кілька інших розмовних назв боривітра також поширені в різних місцевостях, у тому числі grasshopper hawk (яструб-коникоїд) через його дієту та killy hawk або kitty hawk через його характерний поклик. Остання назва дала ім'я місцевості Кітті-Гок, повязаній з випробуваннями Братів Райт, і через цю подію назвам кількох американських кораблів.
Як зазначалося у вступі, аналіз ДНК показує, що боривітер американський насправді генетично спорідненіший з більшими американськими соколами, ніж зі справжніми боривітрами. Однак, виходячи з його фізичної подібності до боривітра та усталеної назви боривітра американського, спонукань до зміни цієї назви мало. Це може змінитися в майбутньому, якщо продовження генетичних досліджень більш точно визначить еволюційну історію боривітра американського в межах роду Falco. Весь рід насправді є набором видів, настільки тісно пов'язаних, що більшість або всі можуть бути гібридизовані шляхом штучного запліднення. Значна природна гібридизація видів відбулася в минулому під час еволюції цієї близькоспорідненої групи видів, так що точний еволюційний генетичний аналіз щодо того, які види є більш базальними для інших видів або для роду в цілому, важко зробити.
Наукову назву боривітрові американському Falco sparverius дав Карл Лінней у своїй праці Systema Naturae у XVIII столітті. Назва роду стосується серповидної (лат. falcate), або гачкуватої, форми дзьоба, а видовий епітет означає «горобиний», що вказує на невеликий розмір птаха та полювання на горобців як типову здобич.
Визнано сімнадцять підвидів боривітра американського, як правило, на основі оперення, розміру та вокалізації:
- F. с. sparverius, описаний Карлом Ліннеєм у 1758 році, є номінальним підвидом. Він зустрічається на більшій частині території США, Канади та Мексики.
- F.. с. paulus, описаний Говом і Кінґом у 1902 році, зустрічається на південному сході Сполучених Штатів від Луїзіани до Флориди.
- F. с. peninsularis, описаний Едґаром Александром Мірнсом у 1892 році, зустрічається в південній частині Нижньої Каліфорнії.
- F. с. tropicalis, описаний Ладловом Ґріскомом у 1930 році, зустрічається від південної Мексики до північного Гондурасу.
- F. с. nicaraguensis, описаний Говеллом у 1965 році, зустрічається в Гондурасі та Нікарагуа.
- F. с. sparveroides, описаний Ніколасом Ейлвардом Віґорсом у 1827 році, зустрічається на Кубі, Ісла-де-Хувентуд і в центральних і південних Багамах.
- F. с. dominicensis, описаний Йоганном Фрідріхом Ґмеліном у 1788 році, зустрічається на островах Еспаньйоли (як у Домініканській Республіці, так і на Гаїті) та Ямайці.
- F. с. caribaearum, описаний Ґмеліном у 1788 році, зустрічається в Пуерто-Ріко та на Малих Антильських островах до Ґренади.
- F. с. brevipennis, описаний Гансом фон Берлепшем у 1892 році, зустрічається на Нідерландських Антильських островах.
- F. с. isabellinus, описаний Вільямом Джоном Свенсоном у 1837 році, зустрічається від Венесуели до північної Бразилії.
- F. с. ochraceus, описаний Чарльзом Б. Корі в 1915 році, зустрічається у східній Колумбії та північно-західній Венесуелі.
- F. с. caucae, описаний Френком Чепменом у 1915 році, зустрічається в західній Колумбії.
- F. с. aequatorialis, описаний Мірнсом у 1892 році, зустрічається на півночі Еквадору.
- F. с. peruvianus, описаний Корі в 1915 році, зустрічається в південно-західному Еквадорі, Перу та північній частині Чилі.
- F. с. fernandensis, описаний Чепменом у 1915 році, знайдений на островах Хуан-Фернандес біля Чилі.
- F. с. cinnamominus, описаний Свенсоном у 1837 році, зустрічається в Перу, Чилі та Аргентині.
- F. с. cearae, описаний Корі в 1915 році, зустрічається від північно-східної Бразилії на південь до східної Болівії.

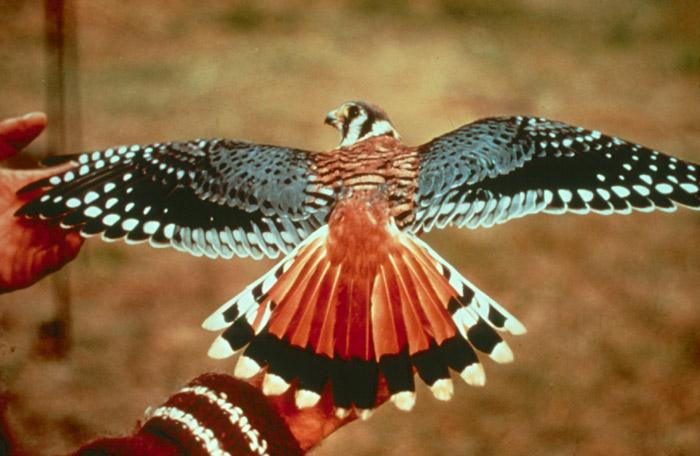
Узори верхньої частини оперення самця
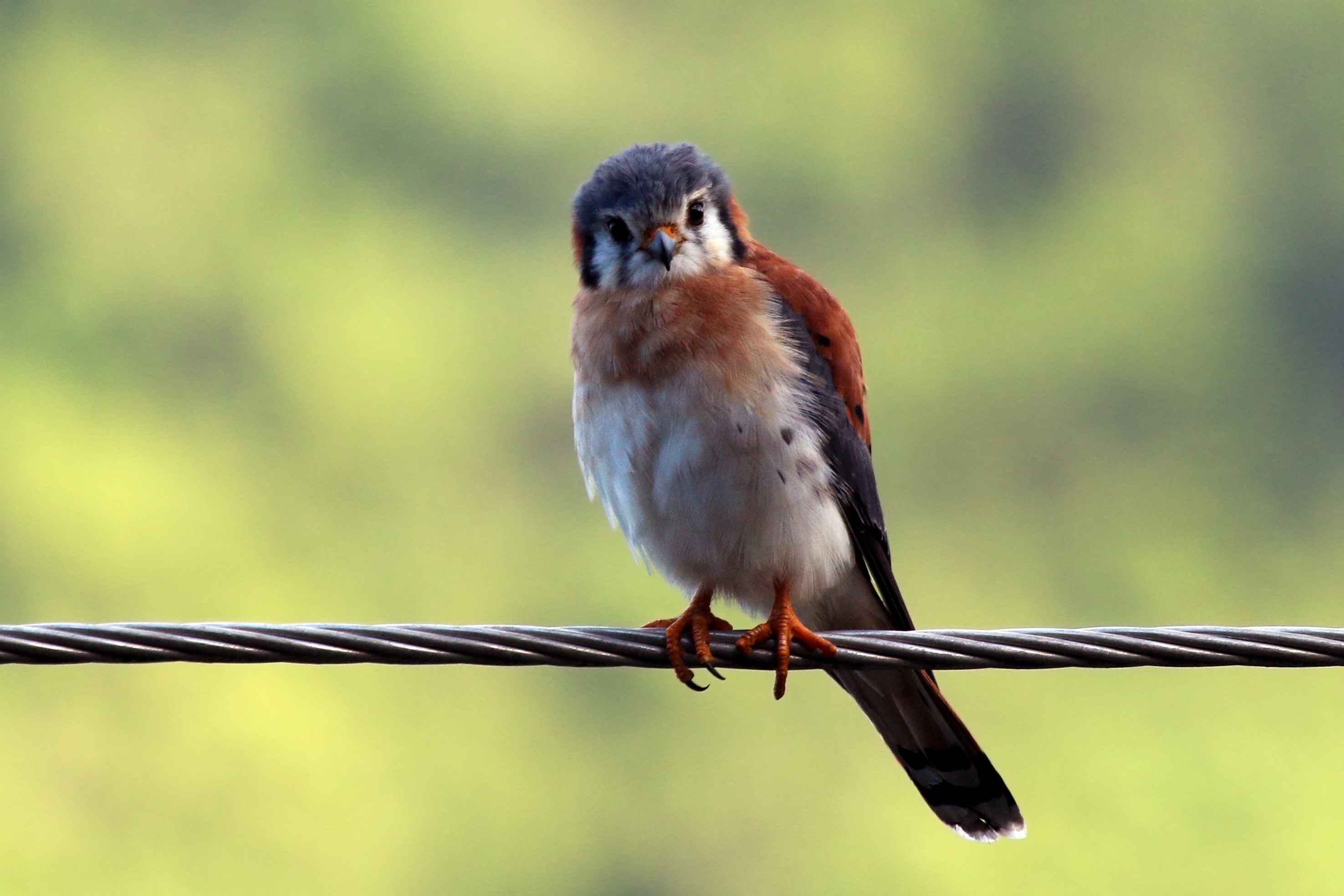
F. s. dominicensis, Ямайка
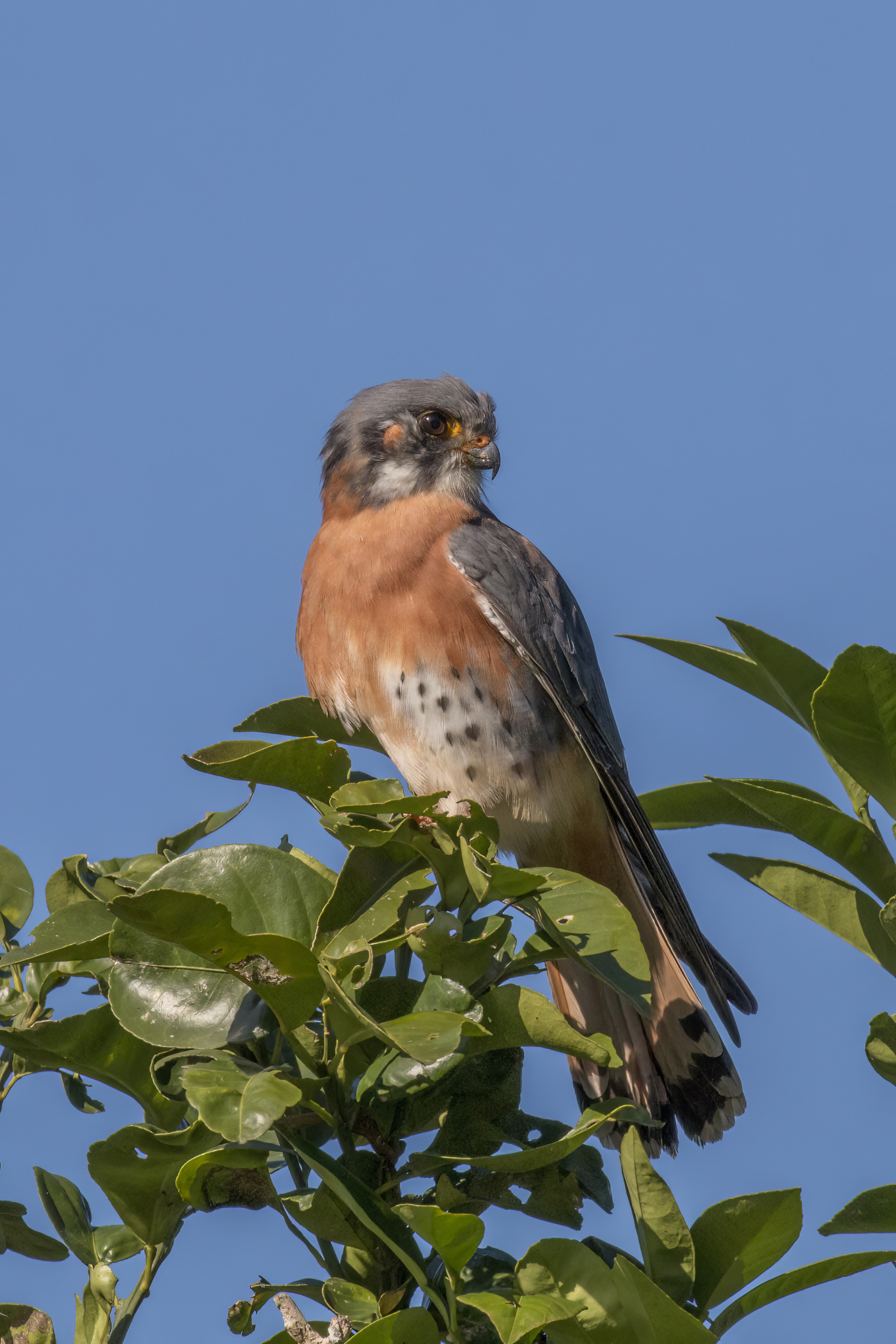
F. s. sparveroides самець червоної морфи на Кубі
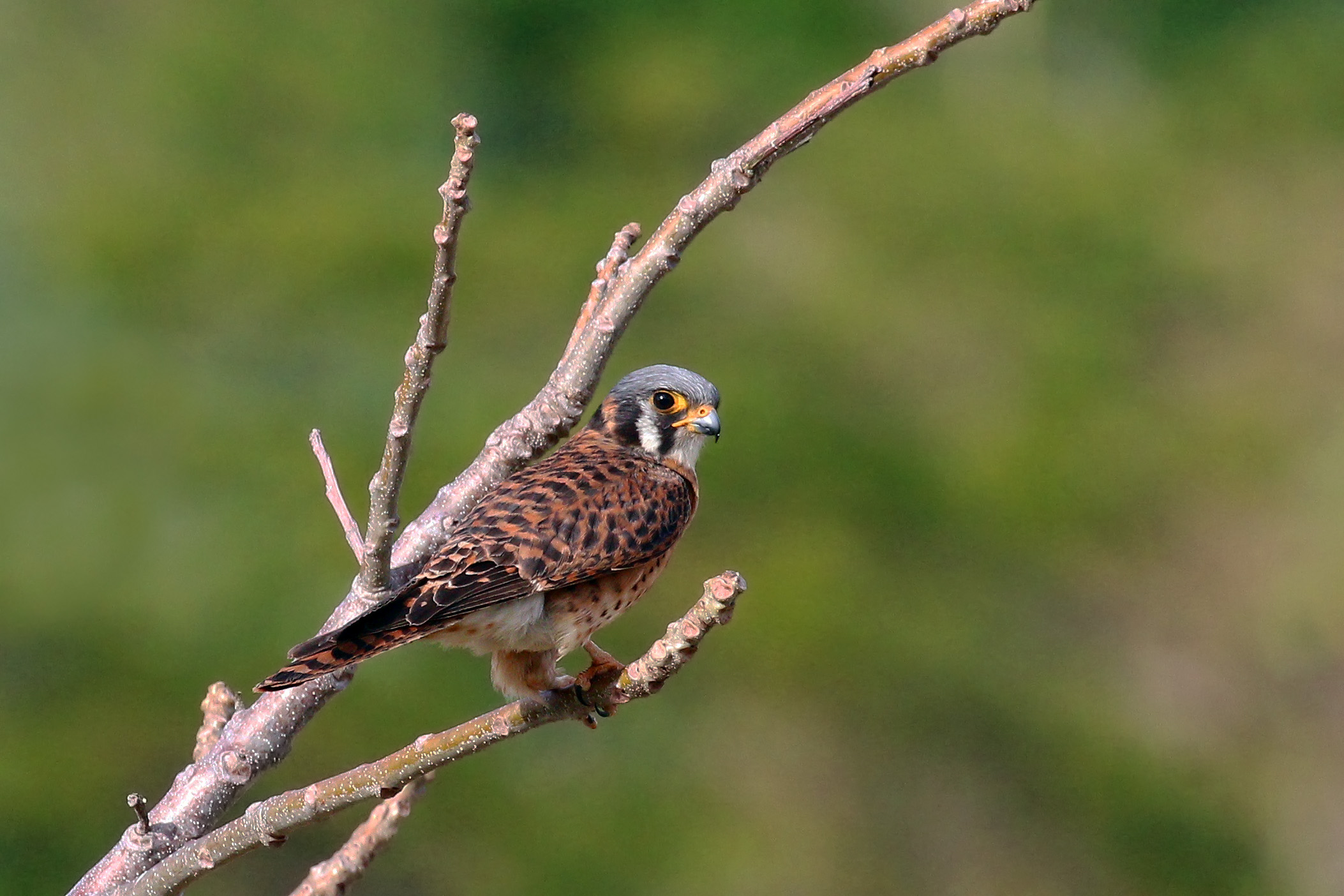
F. s. sparveroides самиця білої морфи на Кубі
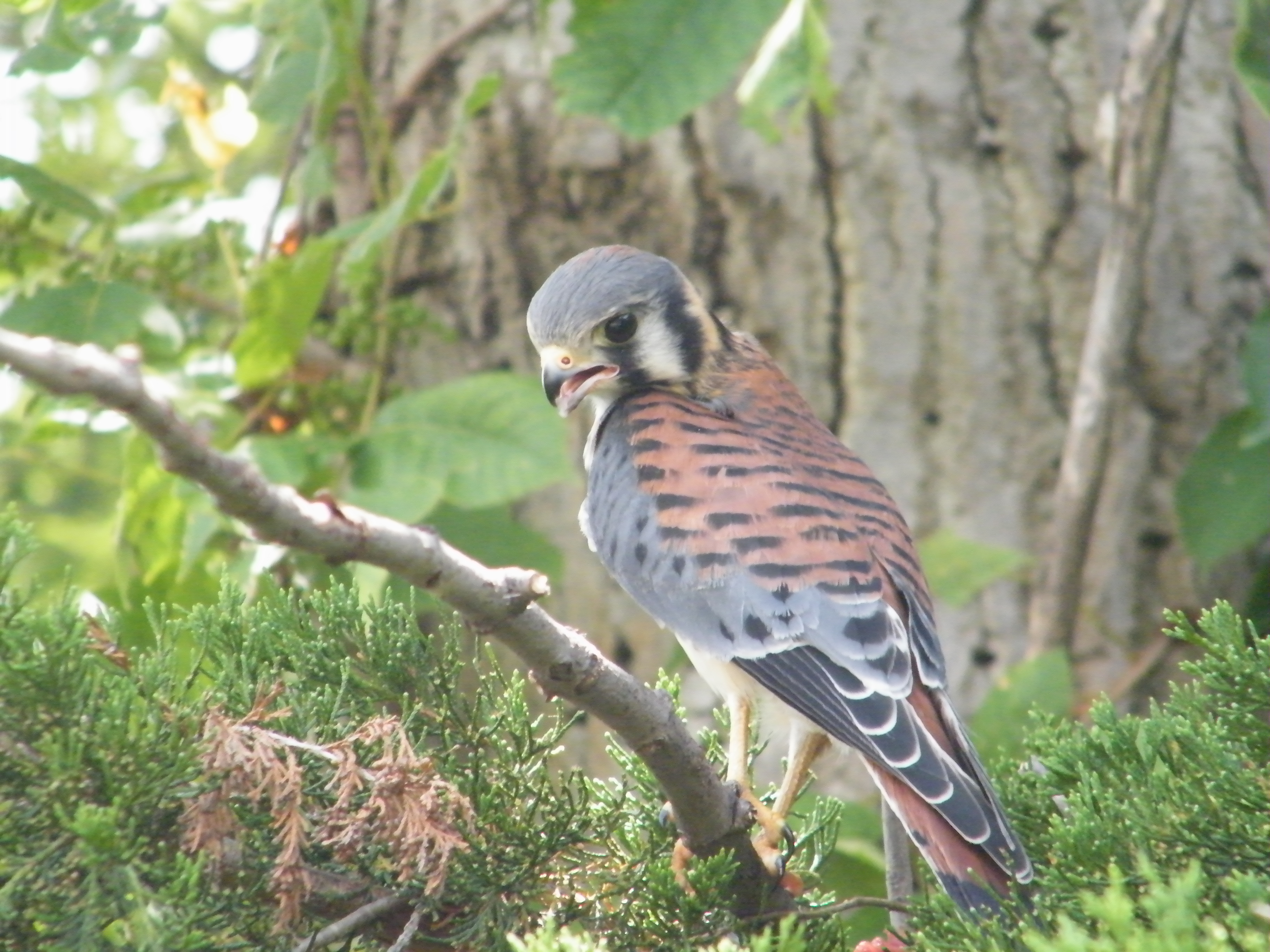
На сідалі в центральному Іллінойсі
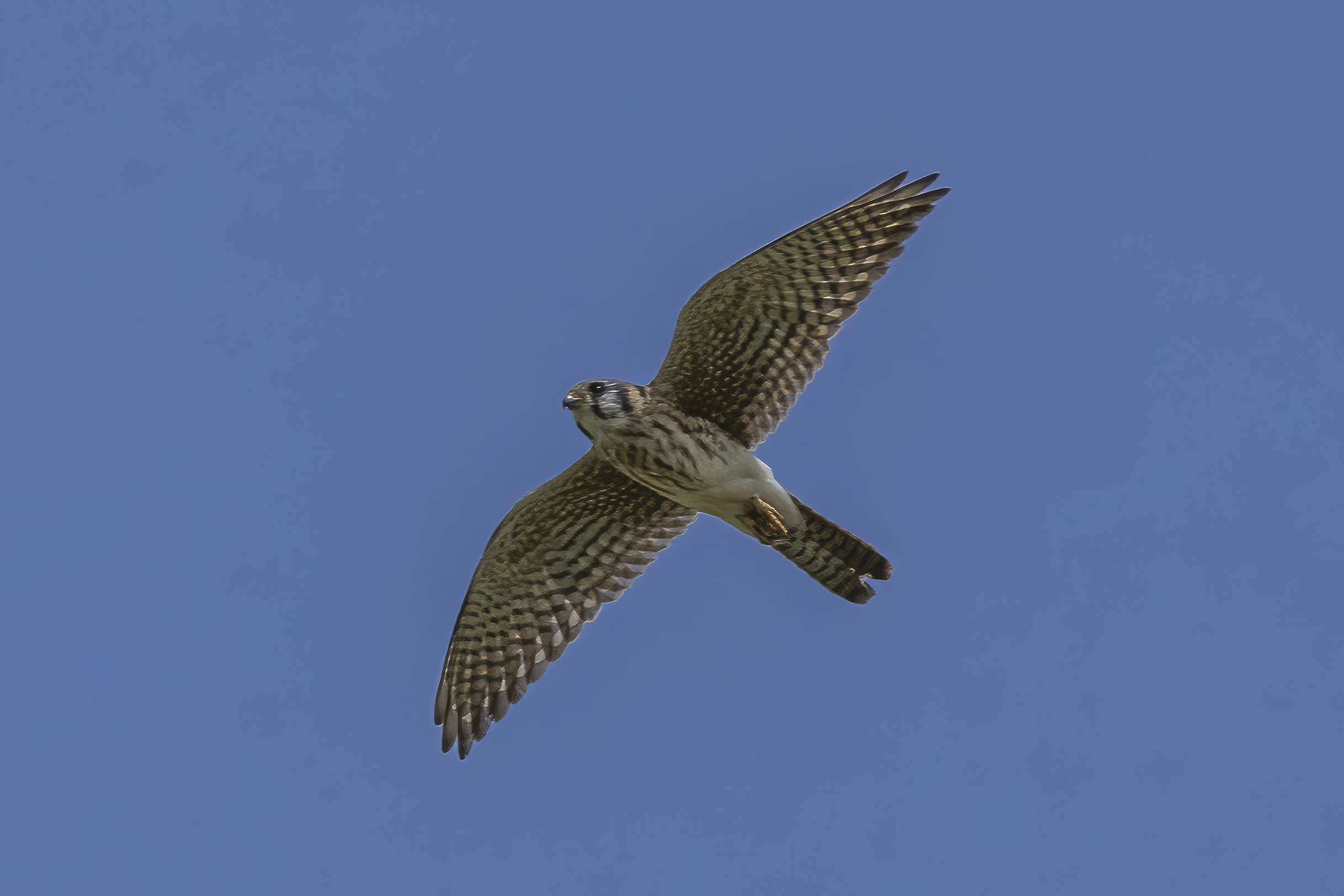
Самиця F. s. tropicalis в Белізі

- F. s. sparveroides

самиця білої морфи на Кубі
- На сідалі в центральному Іллінойсі
- Самиця F. s. tropicalis в Белізі

## Екологія та поведінка
Боривітер американський зустрічається в різноманітних місцях існування, включаючи поля, луки, пустелі та інші відкриті або напіввідкриті ландшафти. Також їх можна зустріти як у міських, так і в підміських районах. Середовище існування боривітра має включати сідала, відкритий простір для полювання та порожнини для гніздування (природні чи створені людиною). Боривітер американський здатний існувати в дуже різноманітних умовах, починаючи від Північного полярного кола до тропіків Центральної Америки та висот понад 4500 м над рівнем моря в Андах. Птах поширений від північної Канади та Аляски до найпівденнішого краю Південної Америки, Вогняної Землі. Це єдиний вид боривітра, характерний для Америки, хоча, як згадувалося вище, ця класифікація є генетично неточною. Траплялися зальоти птахів до Великої Британії, Данії, Мальти та на Азорських островів.

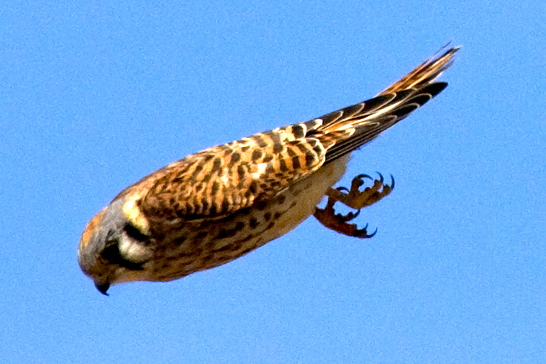
Самиця пірнає перед нападом
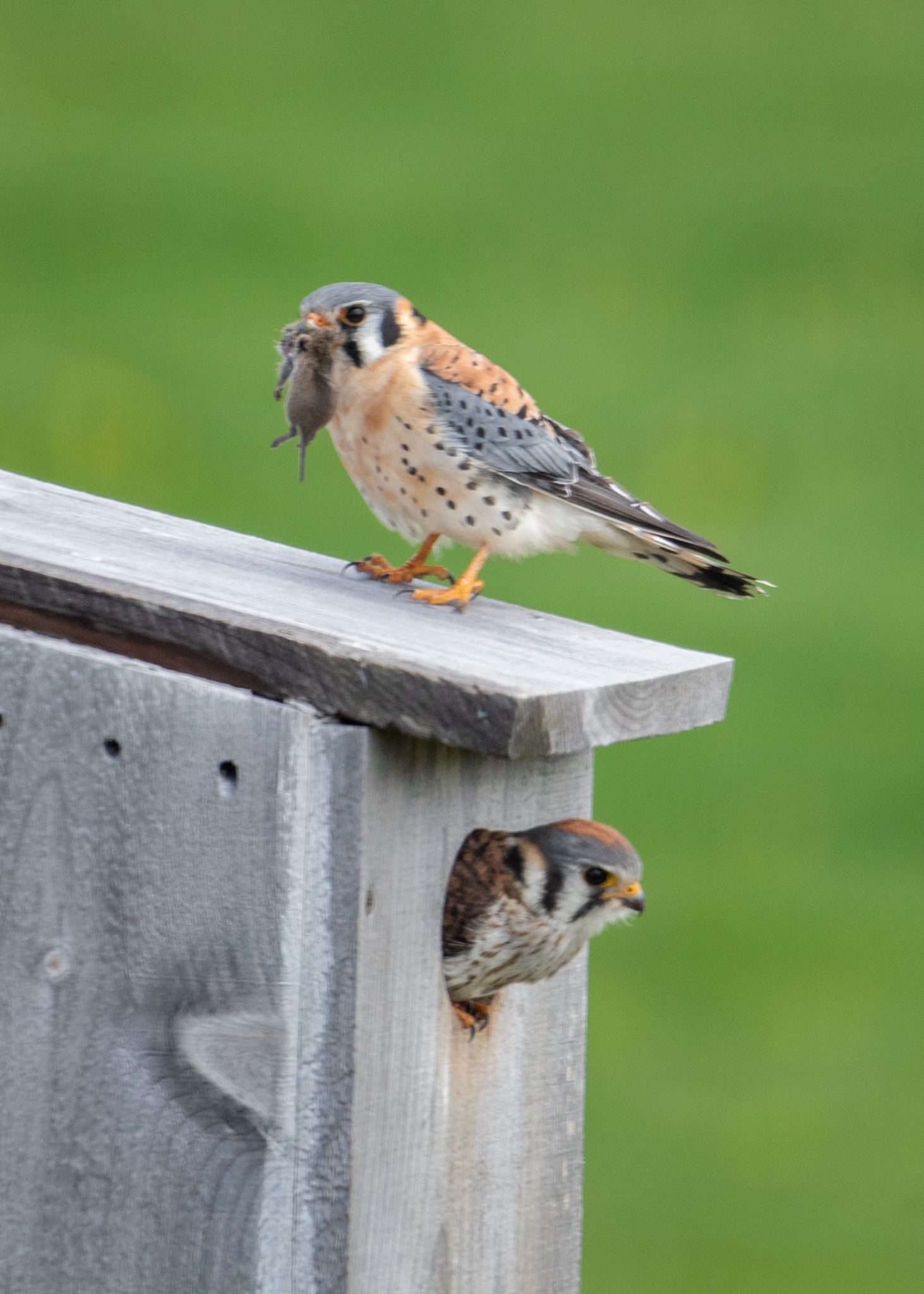
Самець показує самиці гніздовий ящик і пропонує мишу – Мен
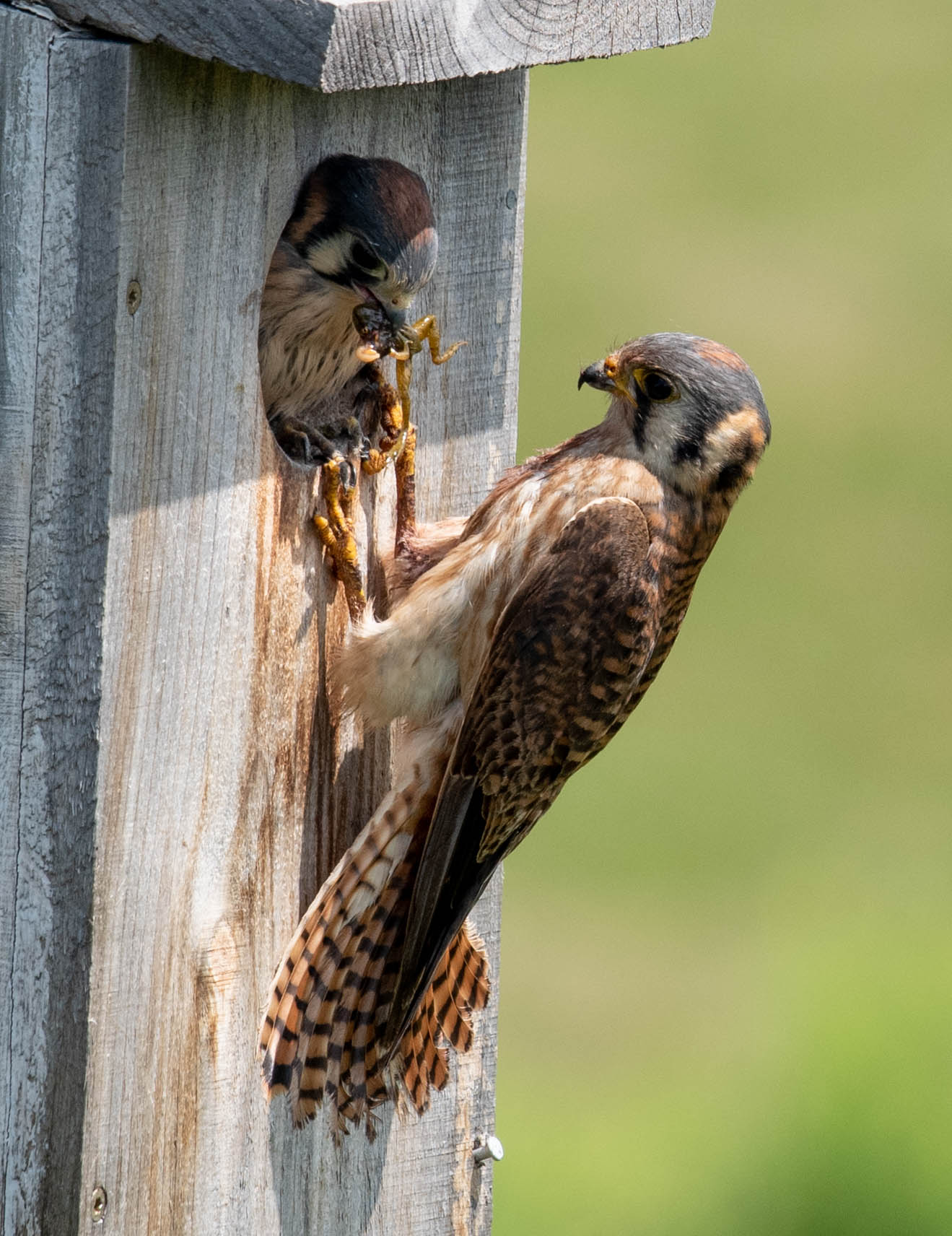
Самка годує пташенят – Мен
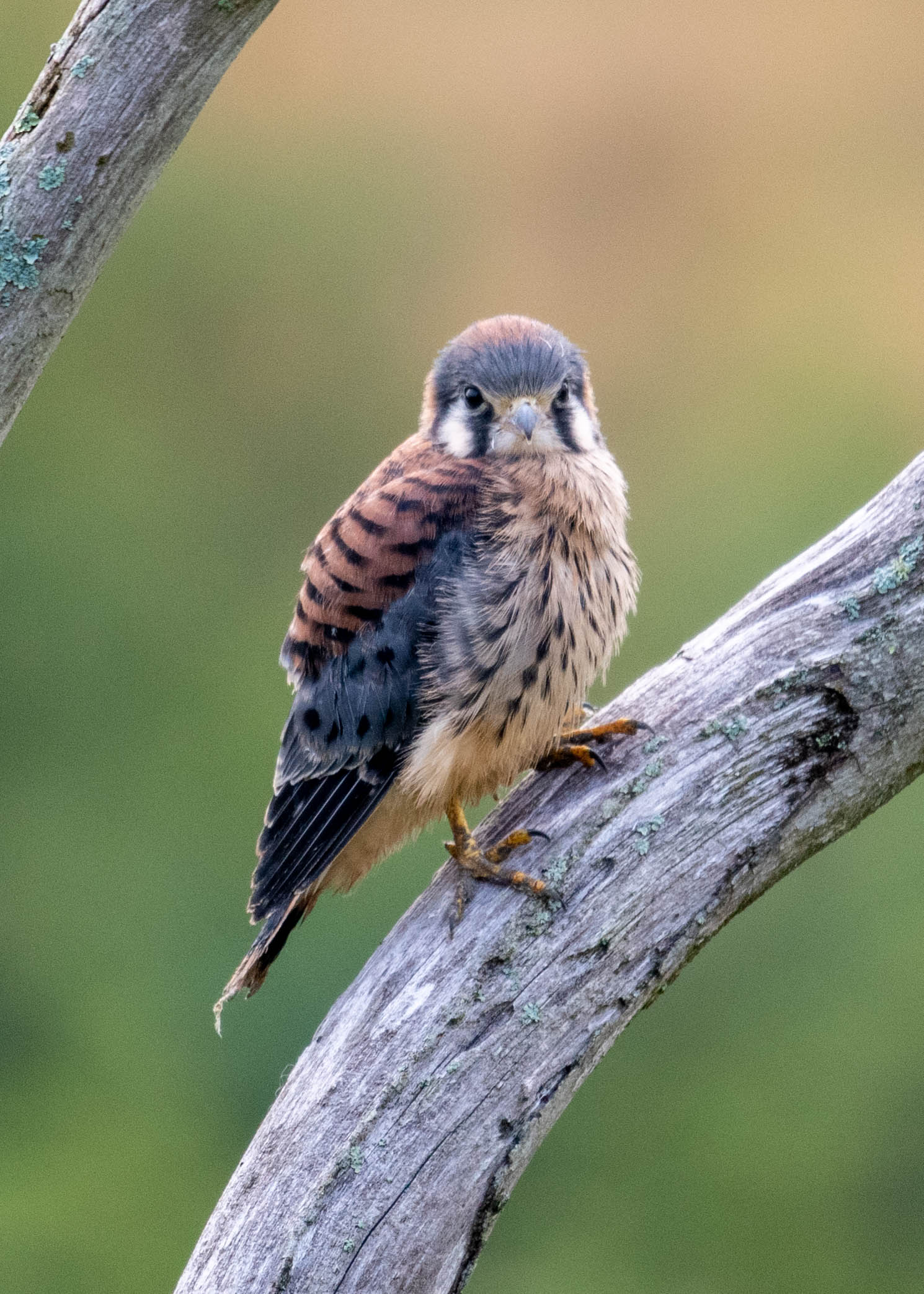
Самець-зльоток – Мен

Боривітри американські з Канади та півночі Сполучених Штатів зазвичай мігрують на південь взимку, деякі з них зближуються з мексиканськими підвидами боривітрів меншого розміру, іноді доходячи до Центральної Америки та Карибського басейну. Птахи, які розмножуються на південь від приблизно 35° північної широти, зазвичай є мешканцями даних місцевостей весь рік. Міграція також залежить від місцевих погодних умов. Боривітри американські, які розмножуються на нижчих широтах — нижче 48ºN, якщо бути точним — прилітають раніше після теплої весни, тоді як птахи з вищих широт повертаються на свої місця розмноження щороку в той самий час. Ці моделі свідчать про те, що мігранти на короткі відстані краще справляються зі зміною клімату. Вибір місця проживання для зимівлі боривітра залежить від статі. У нешлюбний період самиці зустрічаються на відкритих місцях частіше, ніж самці. Загальне пояснення такої поведінки полягає в тому, що більші самки, фізично потужніші за самців, першими прибувають у бажане місце перебування та не допускають самців на свою територію.
Боривітер американський не є довгожителем, тривалість життя диких птахів <5 років. Найстаршому з окільцьованих диких птахів було 11 років і 7 місяців, тоді як боривітри в неволі можуть жити до 14–17 років. У дослідженні люди були причиною 43,2 % із 1355 зареєстрованих смертей, які включали прямі вбивства та загибель на дорогах, тоді як від хижаків (зокрема більших хижих птахів) загинуло 2,8 %. Однак ця статистика, ймовірно, є упередженою, оскільки реєстрація випадків смерті зазвичай частіше відбувається саме поблизу або в районах, населених людьми.

### Харчування
Боривітри американські харчуються переважно дрібними тваринами, такими як коники, цвіркуни, метелики, молі, бабки, жуки, ящірки, миші, полівки, землерийки, жаби та дрібні птахи. Повідомлялося також, що боривітер вбивав скорпіонів, змій, кажанів і вивірок. Боривітер здатен підтримувати високу щільність популяції, принаймні частково завдяки широкому діапазону свого харчування. Основним способом полювання боривітра американського є спостереження та очікування здобичі, сидячи на присаді. Птаха зазвичай можна побачити вздовж доріг або полів, сидячими на деревах, електричних дротах або стовпах парканів. Він також полює, ширяючи та зависаючи в повітрі, швидко тріпочучи крилами і скануючи землю в пошуках здобичі. Інші прийоми полювання включають низький політ над полями або переслідування комах і птахів у польоті.
Здобич найчастіше ловлять на землі, хоча іноді ловлять пташок з лету. Перед тим, як напасти, боривітер характерно киває головою і хвостом, а потім пікірує на здобич, хапаючи її кігтями. Подібно до канюка неоарктичного, боривітри американські економлять енергію під час полювання та старанно вибирають тактику атаки з розрахунком положення та шансів на успіх. Під час сезону розмноження птах несе більшу здобич назад до свого партнера або дитинчат. Одне дослідження показало, що пара боривітрів американських «добувала їжу таким чином, щоб мінімізувати витрати на отримання енергії в кожній конкретній ситуації». Наприклад, якщо відсоток успіху в полюванні значно зменшується в певній місцевості, птах переміститься в іншу місцевість.

### Розмноження

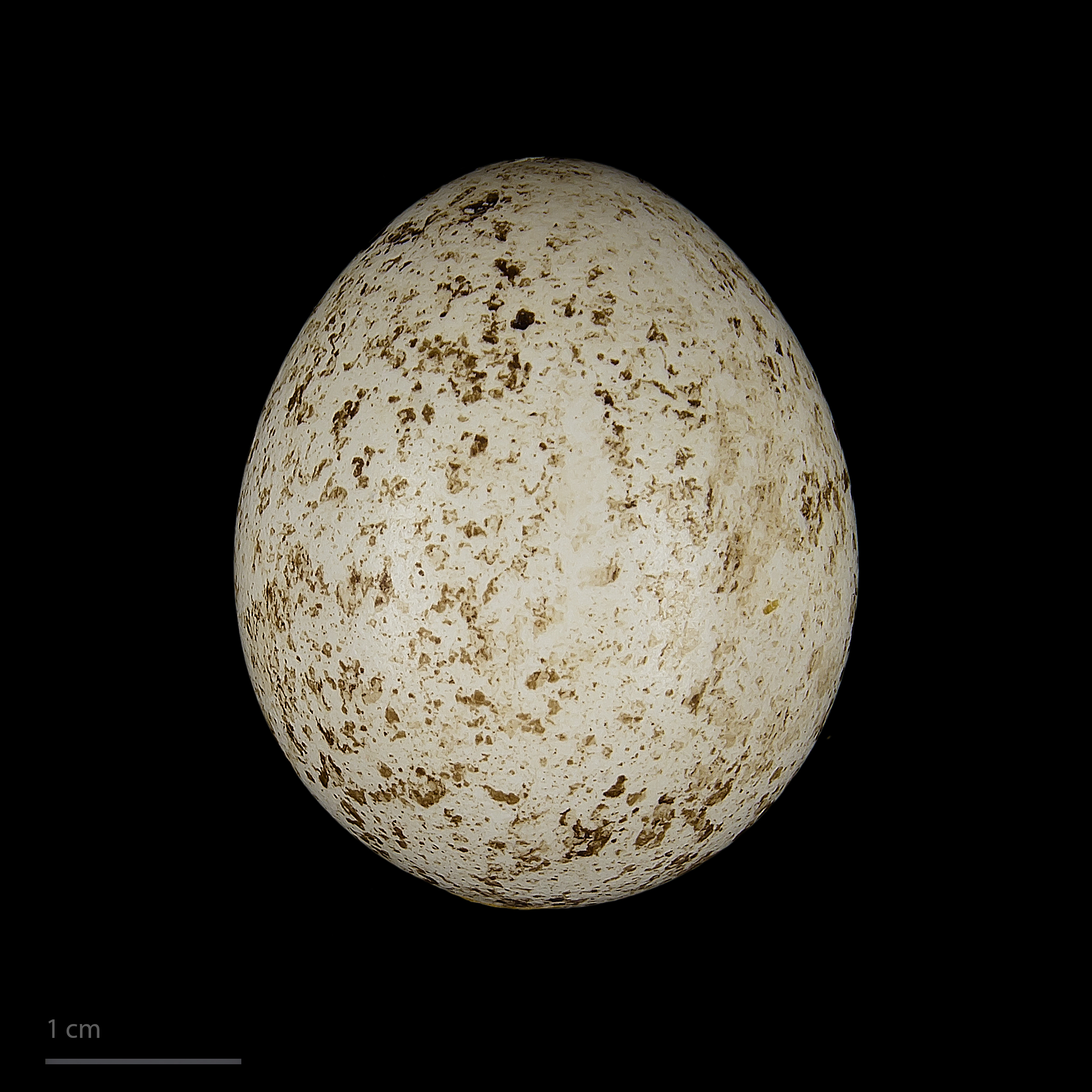
Falco sparverius — MHNT

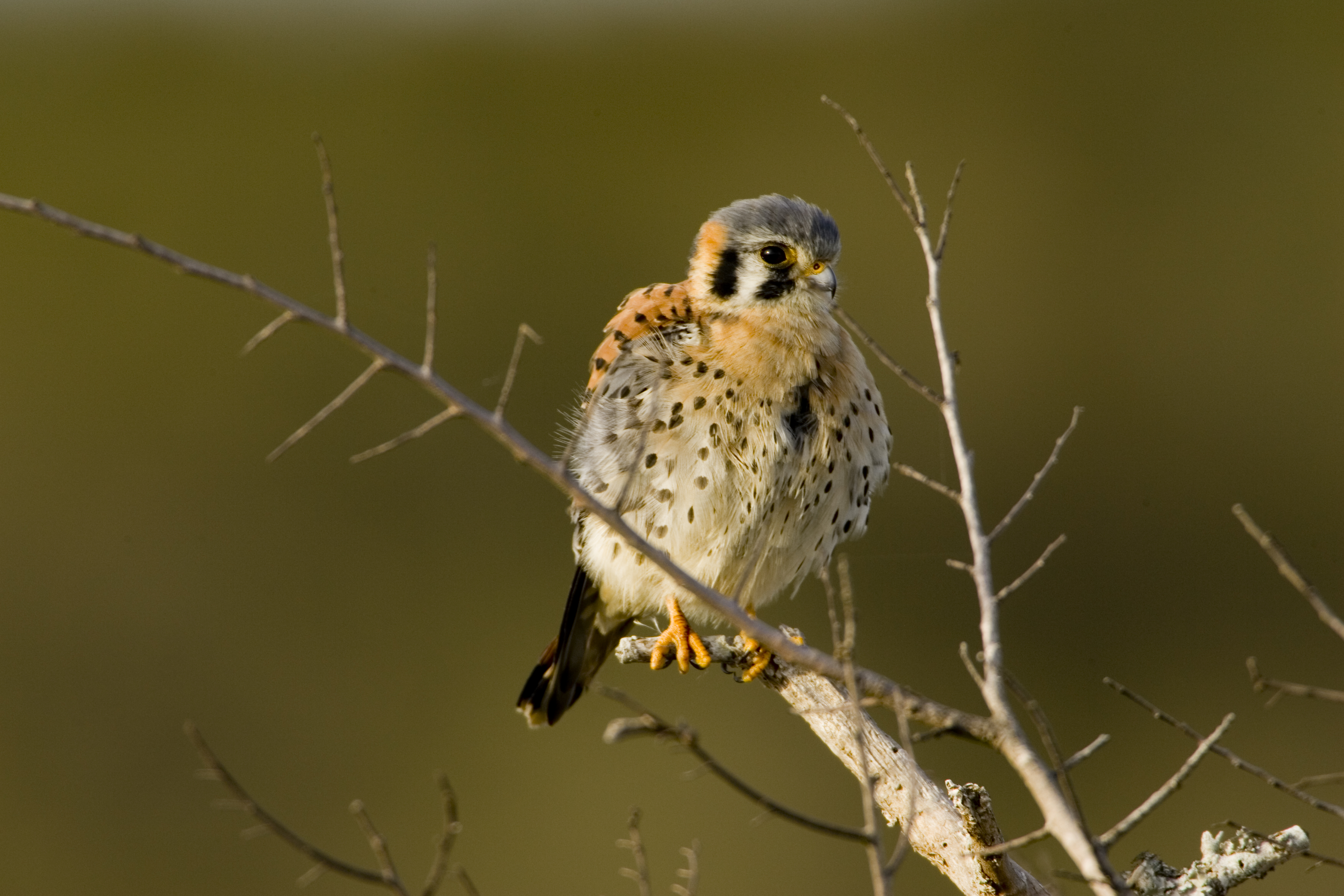
Молодий птах

Боривітри американські стають статевозрілими до першої весни. У мігруючих популяціях самці прибувають на місце розмноження раніше за самок, потім самиця вибирає собі пару. Парні зв'язки міцні, часто постійні. Пари зазвичай використовують попередні місця гніздування протягом наступних років. Це дає птахам перевагу перед молодшими особинами або особинами-пришельцями, оскільки перші вже знайомі з мисливськими угіддями, сусідами, хижаками та іншими особливостями ділянки. Самці виконують складні демонстрації пірнання, щоб рекламувати свою територію та залучати партнерку. Ці покази складаються з кількох підйомів і піке, з трьома-чотирма викликами «клі» на піку. Самиці ведуть безладне статеве життя протягом одного-двох тижнів після прибуття на місце гніздування. Вважається, що це стимулює овуляцію. Передача їжі від самця до самиці відбувається приблизно за чотири-п'ять тижнів до відкладання яєць і до одного-двох тижнів після.
Боривітри американські гніздяться у дуплах, але вони здатні адаптуватися до різноманітних ситуацій гніздування. Зазвичай вони віддають перевагу природним порожнинам (наприклад, у деревах) із закритим верхом та щільно допасованими входами, які забезпечують максимальний захист яєць і молодняку. Боривітри іноді гніздяться в дуплах, видовбаних великими дятлами або використовують покинуті гнізда інших птахів, таких як канюк неоарктичний, підсоколик малий та ворона американська. Було помічено гніздування на виступах скель і вершинах будівель, а також у покинутих порожнинах кактусів. Боривітри американські також часто використовують гніздові ящики.
Від трьох до семи яєць (зазвичай чотири або п'ять) відкладаються з інтервалом приблизно 24-72 години. (Було задокументовано дві наднормальні кладки з восьми яєць і одна з дев'яти. Одне яйце в одній з восьмияєчних кладок вилупилося, як і одне яйце в дев'ятияєчній кладці.). Середній розмір яйця становить 32×29 мм, на 10 % більше середнього для птахів такого розміру тіла. Яйця від білого до кремового кольору з коричневими або сірими плямами. Висиджування зазвичай триває 30 днів і переважно припадає на самку, хоча самець висиджує 15–20 % часу. Втрачені яйця зазвичай замінюються через 11-12 днів. Вилуплення відбувається протягом трьох-чотирьох днів. Дитинчата, що вилупилися, цілком безпомічні і можуть сидіти лише через п'ять днів. Вони швидко ростуть, досягаючи дорослої ваги через 16-17 днів. Через 28–31 день у них розвиваються крила, і вони можуть покинути гніздо. Молоді зрілі боривітри можуть розмножуватися з однорічного віку, і очікувана тривалість життя цього виду в дикій природі становить приблизно від трьох до п'яти років.
З точки зору екології, модель розмноження боривітра американського схиляється до стратегії «r-відбору» маленьких птахів. У теорії відбору r / K передбачається, що селективний тиск спонукає еволюцію в одному з двох узагальнених напрямків: відбір r або K. Види з r -відбором — це види, які наголошують на високій швидкості росту, зазвичай використовують менш залюднені екологічні ніші та дають багато потомства, кожне з яких має відносно низьку ймовірність дожити до дорослого стану (тобто високий r, низький K). Навпаки, види з K -відбором демонструють риси, пов'язані з проживанням у щільності, близькій до максимальної, і, як правило, є сильними конкурентами в таких переповнених нішах, які більше інвестують у меншу кількість потомства, кожен з яких має відносно високу ймовірність дожити до дорослого віку (тобто, низький r, високий K). Поміж цими двома крайнощами, боривітри американські є одним із небагатьох видів хижих птахів, які схильні до r-відбору. Вони здатні розмножуватися у віці одного року, мають мало дорослих особин, які не розмножуються, і мають більший виводок. Швидкість зростання їхньої популяції є високою порівняно з більшими хижими птахами, які зазвичай схиляються до K-відбору.

## Фізіологія стресу

### Погода
Боривітрів американських часто використовують у наукових дослідженнях фізіології тварин, їх зазвичай відловлюють методом «бал-чатрі» або вирощують у гніздах для експериментів. Встановлено, що швидкість метаболізму боривітра збільшується у відповідь на дощ і при температурі навколишнього середовища нижче приблизно 25 °C. Проте метаболічні реакції боривітра на погоду та температуру не змінюються залежно від статі. Боривітрни збільшують споживання кисню, а отже, швидкість метаболізму в холодних і вологих умовах, щоб протидіяти втратам тепла.

### Порушення навколишнього середовища
Реакція боривітра американського на екологічний стрес вимірюється як концентрація в крові кортикостерону (CORT), гормону, що виробляється віссю гіпоталамус-гіпофіз-наднирники (HPA), який вивільняє накопичену енергію для основних функцій організму. Тривалі періоди підвищених рівнів CORT у крові можуть спрямувати метаболічну енергію від росту та розмноження. Таким чином, виявлено, що високий рівень порушень руху та людського розвитку навколо гнізд боривітра американського підвищує гормони стресу, що призводить до репродуктивної недостатності. Серед успішних гнізд, однак, пташенята зазвичай не відчувають більшої реакції на стрес у зв'язку з впливом людини на навколишнє середовище, що свідчить про те, що вони можуть переносити значний рівень людської діяльності поблизу гнізда.

### Забруднювачі навколишнього середовища
Оскільки боривітри американські є м'ясоїдними тваринами, токсичні хімічні речовини, які споживає їх жертва, можуть концентруватися у високих рівнях у їхній крові. Дикі боривітри зазнають імуномодуляції або зміненої імунної відповіді на полібромовані дифенілові ефіри (ПБДЕ), групу промислових антипіренів, які можуть потрапляти з заводів у навколишнє середовище. Коли ПБДЕ накопичуються в тканинах тіла боривітра, ефективність опосередкованої Т-клітинами імунної відповіді знижується. У результаті боривітри, які споживають ПБДЕ, можуть недостатньо реагувати на вірусні чи інші інфекції. Крім того, певні ПБДЕ можуть пригнічувати ріст і розвиток селезінки та сумки боривітра американського.
Хоча ПБДЕ можуть впливати на імунну відповідь і пригнічувати ріст певних органів, вони також можуть впливати на систему щитовидної залози боривітра американського. Вплив ПБДЕ in vivo може змінити систему щитовидної залози та концентрацію ретинолу у птаха. Це призводить до окислювального стресу, перекисного окислення ліпідів і змін у метаболізмі глутатіону. Ці системи важливі для раннього розвитку, росту, регуляції обміну речовин, терморегуляції та розмноження. Також відомо, що окислювальний стрес сприяє виникненню раку та неврологічних захворювань.
Вплив ПХБ також може вплинути на розмноження боривітра американського. Було встановлено, що ПХБ впливають на функцію каротиноїдів у боривітра. Це призвело до зміни забарвлення, особливо в період розмноження дорослих особин. Самці, які зазнали впливу ПХБ, були тьмянішими та мали менший внесок в інкубацію яєць, ніж самці, які не зазнали впливу. Самки, які зазнали впливу ПХБ, зберігали свій колір довше, ніж слід було. Зазвичай втрата кольору пов'язана з тим, що каротиноїди спрямовуються в яєчники для сприяння розвитку яйцеклітин. Самки, які зазнали впливу ПХБ, довше зберігали свої кольори, що свідчить про те, що ПХБ робить їх менш підготовленими до розмноження. Ці ж самиці також мали значні затримки з відкладанням яєць. Потомство також показало більшу кількість проблем у розвитку та зниження репродуктивного успіху.
Було також виявлено, що ПХБ впливають на колір очей боривітра американського. Відомо, що колір очей у боривітра змінюється залежно від віку та статі, однак під час впливу ПХБ колірні візерунки пригнічувалися незалежно від віку та статі. Хоча невідомо, яку роль колір очей відіграє в гостроті зору, це може викликати більше занепокоєння у таких птахів, як боривітер, які значною мірою покладаються на зір під час полювання.
PDBE також були пов'язані зі змінами в поведінці розмноження боривітра. Різні рівні впливу PDBE також були пов'язані з різними змінами в поведінці. Загалом вплив PDBE призвело до змін у поведінці, які зміцнили зв'язок між парою, що розмножується. Така поведінка включає часте злягання, передачу їжі, позу самця, огляд гнізда та специфічні шлюбні крики (7). Високий рівень впливу призводив до збільшення деяких проявів поведінки та зменшення інших, тоді як низький рівень впливу спричиняв зниження майже всіх спостережуваних поведінок. Вплив PDBE також змінював час цих проявів поведінки, часто затримуючи їх на кілька днів порівняно з контрольною групою.
Боривітра американського також широко використовували в токсикологічних дослідженнях. Фентіон — поширений пестицид, який використовують для знищення таких комах, як мухи та мошки. Було також встановлено, що боривітри дуже сприйнятливі до вторинного отруєння фентіоном. Коли 14 боривітрам дали живих горобців, які контактували з розчином фентіону, усі 14 загинули протягом 3 днів після споживання горобців.
Дифацинон — ще один поширений пестицид, який часто використовують для знищення гризунів і, як вважають, пов'язаний із вторинним отруєнням хижих птахів. Коли боривітрам перорально вводили дифацинон, рівень згортання крові значно знижувався. Було також виявлено, що боривітри у 20-30 разів чутливіші до вторинного отруєння дифациноном, ніж інші птахи, такі як перепелиці віргінські та крижні.
На боривітра американського можуть також суттєво впливати забруднення повітря. Під впливом звичайних газоподібних забруднюючих речовин, таких як бензол, толуол, діоксид азоту та діоксид сірки, спостерігалися значні зміни в системі щитовидної залози. Вищі рівні активності щитовидної залози вказують на те, що вплив цих газів призводить до втрати гальмування щитовидної залози у боривітра. Однак не було жодних змін імунної функції чи споживання їжі.

## Стан і збереження

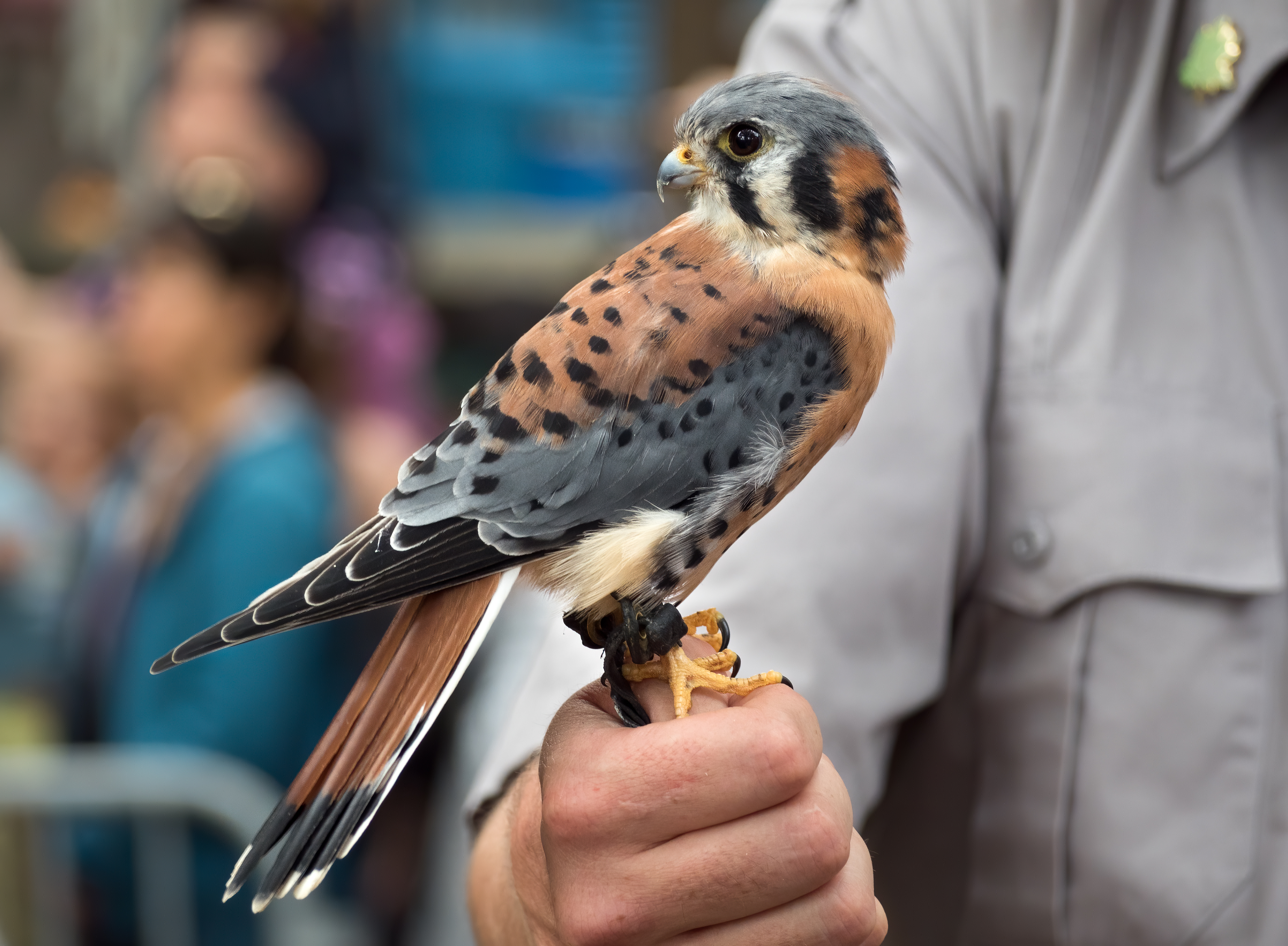
Реабілітований самець боривітра американського з провідником під час тренінгу.

Боривітер американський, ймовірно, найпоширеніший сокіл у Північній Америці, хоча його загальну популяцію важко підрахувати, оскільки місцеві популяції можуть швидко змінюватися через доступність ресурсів. Дані підрахунку, отримані від USGS Breeding Bird Survey (BBS), вказують на те, що чисельність гніздової популяції в Північній Америці зазнає тривалого та поступового, але стійкого скорочення, причому деякі регіони, такі як Нова Англія та прибережна Каліфорнія, демонструють швидше скорочення. Дані підрахунку в міграційних коридорів хижаків також вказують на зниження регіональної чисельності та значною мірою підтверджують дані BBS. Північноамериканська популяція оцінюється в 1,2 мільйона пар, при цьому популяції Центральної та Південної Америки є такими ж. За меншою оцінкою в Північній Америці зимує 236 000 птахів. Збільшення населення відбулося у 18 і 19 століттях, ймовірно, через вирубування лісів для ведення сільського господарства. Утворені пасовища стали ідеальним місцем існування для боривітрів.
Південно-східний підвид США (Falco sparverius paulus) зменшився на 82 % з 1940 року через зменшення кількості місць гніздування. Цей спад є наслідком вирубки лісів сосни болотяної під сільськогосподарські поля. Незважаючи на це, популяція боривітра американського віднесена в Червоній книзі МСОП до видів з найменшою загрозою зникнення.
Peregrine Fund, провідна неприбуткова організація, яка просуває дослідження та збереження хижих птахів у всьому світі, започаткувала American Kestrel Partnership у 2012 році. American Kestrel Partnership розробило та підтримує веб-мережу для громадян і професійних науковців для збору, менеджменту та консолідації даних програм моніторингу гніздових ящиків боривітра в Західній півкулі. Базу даних дослідники використовують для моделювання та розуміння зв'язків між параметрами гніздування боривітра (наприклад, фенологією, розміщенням, виживанням, продуктивністю, вагою пташенят і впливом токсинів навколишнього середовища) та факторами навколишнього середовища, такими як землекористування, композиція та конфігурація ландшафту, кліматичні умови (наприклад, посуха) і точкові джерела екологічних токсинів. Кожного сезону розмноження American Kestrel Partnership пропонує пряму трансляцію відео з гнізда, розташованого в кампусі The Peregrine Fund у Бойсі, штат Айдаго.

## Використання в соколиному полюванні

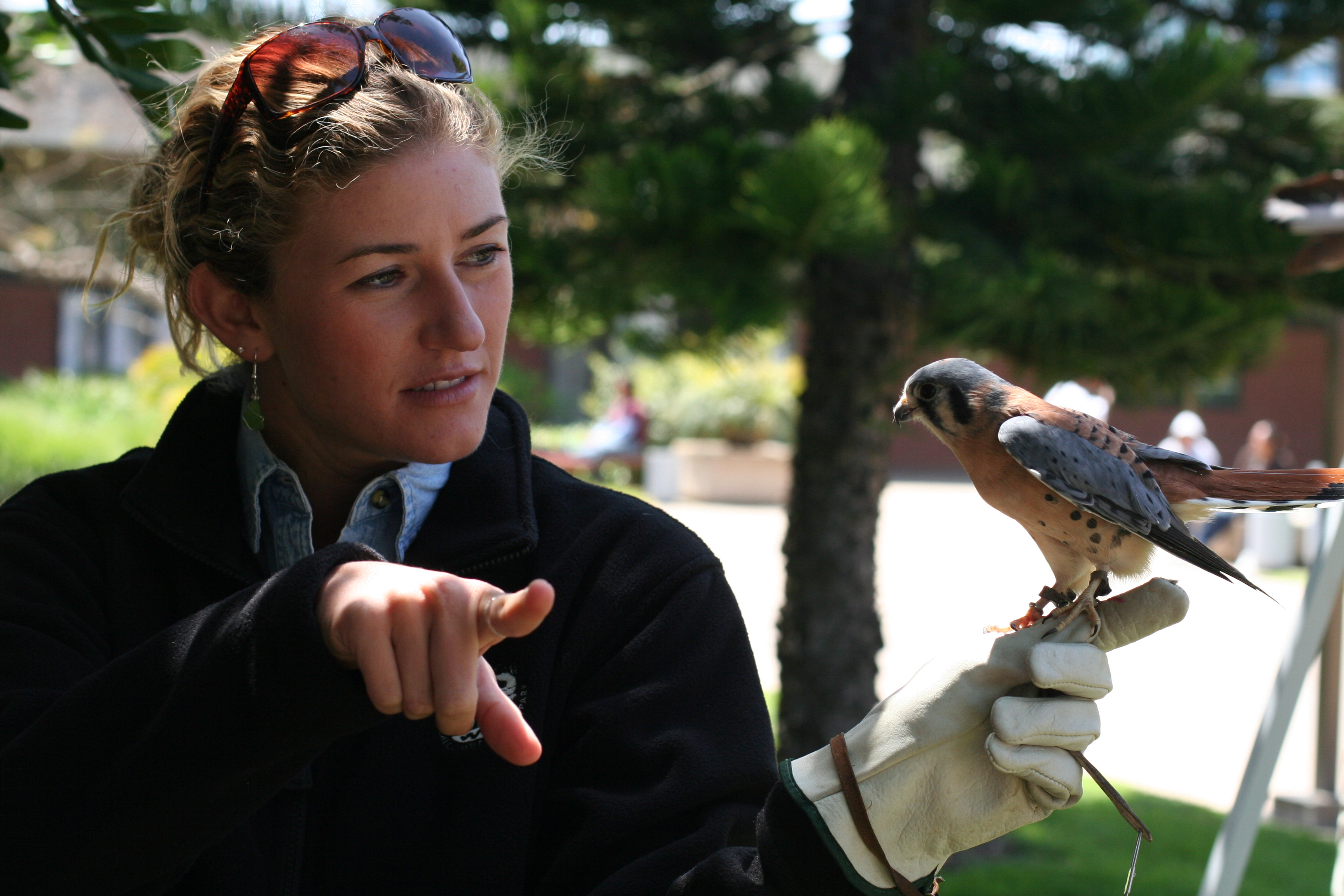
Самець із поводирем, зоопарк Сан-Дієго

Одним із важливих видів використання боривітра американського є соколине полювання. Його часто вважають птахом для початківців, хоча ретельний контроль ваги, необхідний для підтримки бажання боривітра агресивно полювати, вимагає навичок. Сокільники, які мають досвід досягнення найкращої продуктивності, на яку здатний вид, повідомляють, що вони дуже надійні у звичайному полюванні на горобців і шпаків. Агресивніші особини інколи здатні схопити здобич приблизно вдвічі більшу за вагу власного тіла, що дозволяє час від часу ловити справжню пернату дичину, наприклад перепілку та голуба. Однак більшість сокольників, зацікавлених у надійному вилові такої дичини, віддають перевагу більшим соколам або яструбам. Перевагою, яку використання боривітра американського пропонує досвідченому сокольнику, є його придатність для необтяжливих соколиних ловів у межах міста, які не вимагають великих земельних ділянок або використання мисливських собак. Цю форму соколиного полювання іноді називають «соколиним мікрополюванням» або «мікрогокінґом». Іншими видами дрібних хижих птахів, яких зазвичай використовують в соколиному мікрополюванні, є підсоколик, яструб неоарктичний (найменший з яструбів) і боривітер звичайний.
Гокінґ з боривітром американським вимагає пристосування до сильних і слабких сторін птаха. Це крихітний сокіл, і навіть незважаючи на свій розмір, він менш м'язистистий, ніж інші маленькі соколи, такі як атлетичний і швидкий підсоколик. Він більше пристосований до полювання із засідки та коротких погонь, ніж до довших повітряних погонь, які більше властиві великим соколам. При використанні в його межах він ефективний. Досвідчений сокольничий Меттью Малленікс, автор книги «Боривітри американські в сучасному соколиному полюванні», у статті, у якій порівнює боривітрів з підсоколиками, підсумував їхні здібності так:
1. «У боривітра тонкі крила, він плоскогрудий, недостатньо потужний і йому бракує прискорення порівняно з підсоколиком. Я кажу це з великою прихильністю до них і з тисячами здобутих боривітрами здобичей, щоб довести, що це не обов'язково кричущі відмінності. Порівняння канюка неоарктичного до канюка пустельного чи луня викличуть однаково негативні моменти фактів, але ми всі знаємо, наскільки добрим може бути витренований неоарктичний!»
2. «Головним фактором вибору між боривітром і підсоколиком може бути ваше звичне місце полювання. Якщо ви живете на відкритій місцевості або маєте доступ принаймні до хорошого пасовища для великої рогатої худоби, підсоколик може переважити. Якщо ви плануєте полювати переважно в місті або передмісті, і особливо якщо ви плануєте полювати з вікна автомобіля, я б порекомендував боривітра. Фактором вашого вибору, при цих близьких опціях, буде ваша планована здобич. Для бекаса, голуба, перепілки та горобців у відкритому полі найкраще підходять підсоколики. Для полювання на більшість дроздів і трупіалів, будь-який сокіл може виявитися ефективним. Шпаки на близькій віддалі надзвичайно вразливі для боривітра, але на відкритому просторіі є найкращою здобиччю для підсоколиків. Те саме стосується горобців хатніх, за цим винятком: горобці в густих чагарях кращі для ловів з боривітром. Це та ситуація, для якої, я вважаю, боривітер американський є ідеальним».
3. «Зважившись напасти, добре навчені боривітри, як правило, йдуть до кінця. Вони проб'ються в гущавину, здоганятимуть пташку бігом на ногах, причепляться до здобичі, вдвічі більшої за власний розмір, і нізащо не відпускатимуть. У них маленькі лапки, але, як написано в іншому місці, також мають найсильніші ноги для свого розміру. Це доконаний факт, що боривітри американські в середньому краще тримають шпаків, ніж підсоколики, і з охотою братимуться за більшу здобич, ніж будь-який „джек“ (самець підсоколика)».
Боривітра американського не так легко навчити, як деяких більших соколів (зокрема, сапсанів), мистецтву «очікування», щоб виконати пірнаюче піке на виявлену здобич. Однак деякі особини боривітра справді володіють цією навичкою. Сокольники іноді навчають їх підійматися до позиції для піке за допомогою приманки на повітряних зміях або повітряних кульках, за якими боривітра навчають злітати у височину. Поширенішими прийомами полювання є «підкинути» їх після поміченої дичини з кулака або звільнити з вікна автомобіля поблизу поміченої здобичі. Ці прийоми більше природно підходять до методів засідки, яку використовує боривітер у дикій природі.
Сокольники, які використовують боривітра американського, повинні бути пильними, щоб захистити свого сокола від більших хижаків, які можуть напасти на нього, особливо якщо він зайнятий спійманою здобиччю на землі. Домашні коти та собаки є найбільшою небезпекою для нападу на сокола на землі, але яструб чорноголовий, як відомо, сміливо нападає на боривітра. Цей американський яструб середнього розміру має достатній розмір і силу, щоб забрати боривітра, хоча сокольники повідомляють, що їм вдавалося врятувати боривітра неушкодженим, якщо зреагувати достатньо швидко, налякати більшого яструба, тим самим заставивши його відпустити боривітра.
Боривітрів американських розводять у неволі для використання в соколиному полюванні, і вони належать до соколів, яких легше розводити. Вони також досить поширені, тому «мимолітних» однорічних птахів відносно легко зловити. Виловлених боривітрів досить швидко вдається «приборкати». Зазвичай вони їдять з рук сокольника на наступний день після захоплення, можуть приступити до тренування протягом тижня і будуть готові до полювання через три-п'ять тижнів. Дуже ручний боривітер американський дозволяє взяти себе за тіло однією рукою, приймаючи ласі шматочки з іншої руки. Така прирученість дуже корисна при перевірці чи лікуванні птаха від травми чи хвороби.
Перелітні хижаки, які мешкають у Сполучених Штатах, захищені Законом про міграційних птахів 1918 року, тому боривітрами американськими заборонено володіти без дозволу (наприклад, дозволу на соколине полювання) у Сполучених Штатах, Канаді та Мексиці.

## Цитовані книги
- Mullenix, Matthew (2002). American Kestrels in Modern Falconry. Western Sporting Publications. ISBN 978-1-888357-05-9.
- Wauer, Roland H. (2005). The American kestrel: falcon of many names. Boulder, CO: Johnson Books. ISBN 978-1-55566-353-7.